# Siamesischer Kampffisch
Der Siamesische Kampffisch (Betta splendens) ist ein in Thailand und Kambodscha beheimateter Labyrinthfisch.
Das erste Auftauchen dieser Fischart wird auf 1892 in Japan datiert. Sie wurde aber bereits viele Jahre zuvor von Einheimischen, vor allem wegen der Aggressivität der Männchen untereinander, für Schau- und Wettkämpfe gezüchtet. Bei diesen starb das unterlegene Männchen zumeist an seinen Verletzungen oder an Erschöpfung. Kampffische galten bei den Einheimischen als Statussymbol, und sowohl einfache Bauern als auch Adelige besaßen eigene Stämme. Heute wird der Siamesische Kampffisch wegen seiner auffälligen Färbung häufig in Aquarien gehalten.

## Merkmale
Der wilde Kampffisch ist meist rot-braun mit grünglänzenden Schuppenreihen und besitzt fahnenartig vergrößerte After- und Rückenflossen sowie schmale lange Bauchflossen. Das Weibchen ist gelb-braun. Gezüchtete Formen gibt es in nahezu jeglicher Farbkombination, von rot über blau, von weiß bis schwarz und unterschiedlichster Flossenform. Kampffische werden ca. 5 bis 7 cm groß und erreichen ein maximales Alter von ca. 3 Jahren.
Der Siamesische Kampffisch gehört zu den Labyrinthfischen, die nicht ausschließlich auf Kiemenatmung angewiesen sind, sondern über das Labyrinthorgan atmosphärischen Sauerstoff atmen können. Das ermöglicht diesen Fischen auch in relativ warmem und dadurch sauerstoffarmem Wasser zu überleben. Mit Hilfe ihres oberständigen Mauls (nach oben geöffnet) können die Fische an der Wasseroberfläche Luft aufnehmen. Aus diesem Grund darf die Luft über Aquarien mit Siamesischen Kampffischen nicht viel kälter als das Wasser sein, da sich die Fische sonst verkühlen und krank werden können. Sie stellen an die Wasserqualität wenige Ansprüche und kommen auch mit recht beengten Platzverhältnissen zurecht. Dies sollte den Pfleger allerdings nicht davon abhalten, für sauberes Wasser zu sorgen oder ein geeignetes Behältnis zu wählen. Die Männchen – oft auch die Weibchen – sind außerordentlich aggressiv gegen gleichgeschlechtliche Artgenossen. Sie gehen augenblicklich aufeinander los und bekämpfen sich im Aquarium bis zum Tod eines der Tiere, da dort in der Regel keine ausreichenden Fluchtmöglichkeiten zur Verfügung stehen. Sie bedrohen sogar ihr eigenes Spiegelbild und greifen es an. Deshalb ist die Einzelhaltung der Paar- oder  Haremshaltung vorzuziehen. Auch kann es vorkommen, dass sie andere – meist bunte und langflossige – Fischarten (insbesondere männliche Guppys) angreifen, da sie in diesen einen Konkurrenten der eigenen Art erkennen. Ansonsten sind sie im Sozialverhalten anderen Fischarten gegenüber jedoch sehr friedlich.

### Paarung

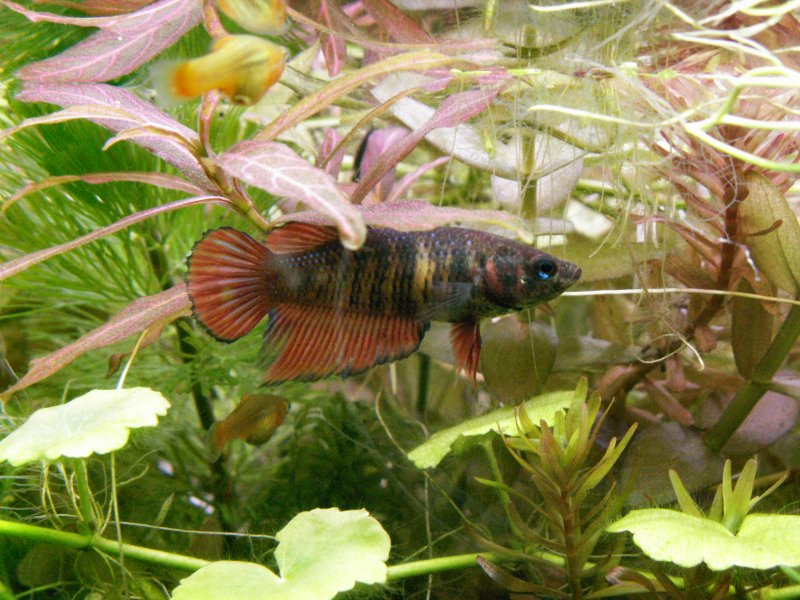
Kampffischweibchen mit Laichstreifen

Kampffischmännchen und Schaumnest mit Eiern

Die Paarungsbereitschaft der Kampffische zeigt sich beim Männchen durch den Bau eines Schaumnestes, das an Pflanzen an der Wasseroberfläche verankert wird. Das Weibchen zeigt die Paarungsbereitschaft durch senkrecht verlaufende Laichstreifen, welche hell hervorstechen. Das Männchen lockt das Weibchen beim sogenannten Führungsschwimmen unter das Schaumnest. Hier kommt es zunächst zu mehreren Scheinpaarungen, bei denen die Partner sich sexuell synchronisieren. Dies ermöglicht beiden später eine gleichzeitige Abgabe von Sperma und Eiern. Zum Schluss kommt es zu echten Paarungen. Bei diesen umschlingt das Männchen das auf den Rücken gedrehte Weibchen. Nun werden Eier und Spermien durch Körperzittern abgegeben. Hierbei befinden sich beide Partner in der Laichstarre. Die Eier fallen, da sie schwerer als Wasser sind, dem Weibchen auf den Bauch und die Afterflosse sowie zum Grund des Gewässers. Das Männchen löst sich kurz vor dem Weibchen aus der Laichstarre und sammelt das Gelege sofort ein, um es sogleich in das Schaumnest zu spucken. Ist die Paarung vollbracht, verjagt das Männchen das Weibchen aus dem Nestbereich. Während einer Laichphase werden gewöhnlich zwischen 50 und 300 Eier abgegeben.

### Zucht
Die Bewertung von Betta splendens-Hochzuchten findet heute überwiegend nach den vom IBC (International Betta Congress) aufgestellten Standards statt, bei denen die Kriterien Größe, Symmetrie, Proportion und Gestalt für den Körperbau zu 1/3 und für die Flossen zu 2/3 in die Bewertung eingehen. Solche Standards gibt es jeweils für die Zuchtformen Halfmoon, Crowntail, Veiltail, Doubletail, Plakat (traditionell), Show Plakat (ehemals Halfmoonplakat, Name wurde geändert), Shortfin Halfmoon, Doubletail Shortfin Typ A/B. Andere Formen werden in der Klasse „E1. Color or Form Variations“ (z. B. Doubletail-Crowntail, Veiltail, Crowntail-Plakat) bewertet. 

Siamesischer Kampffisch (männlich)
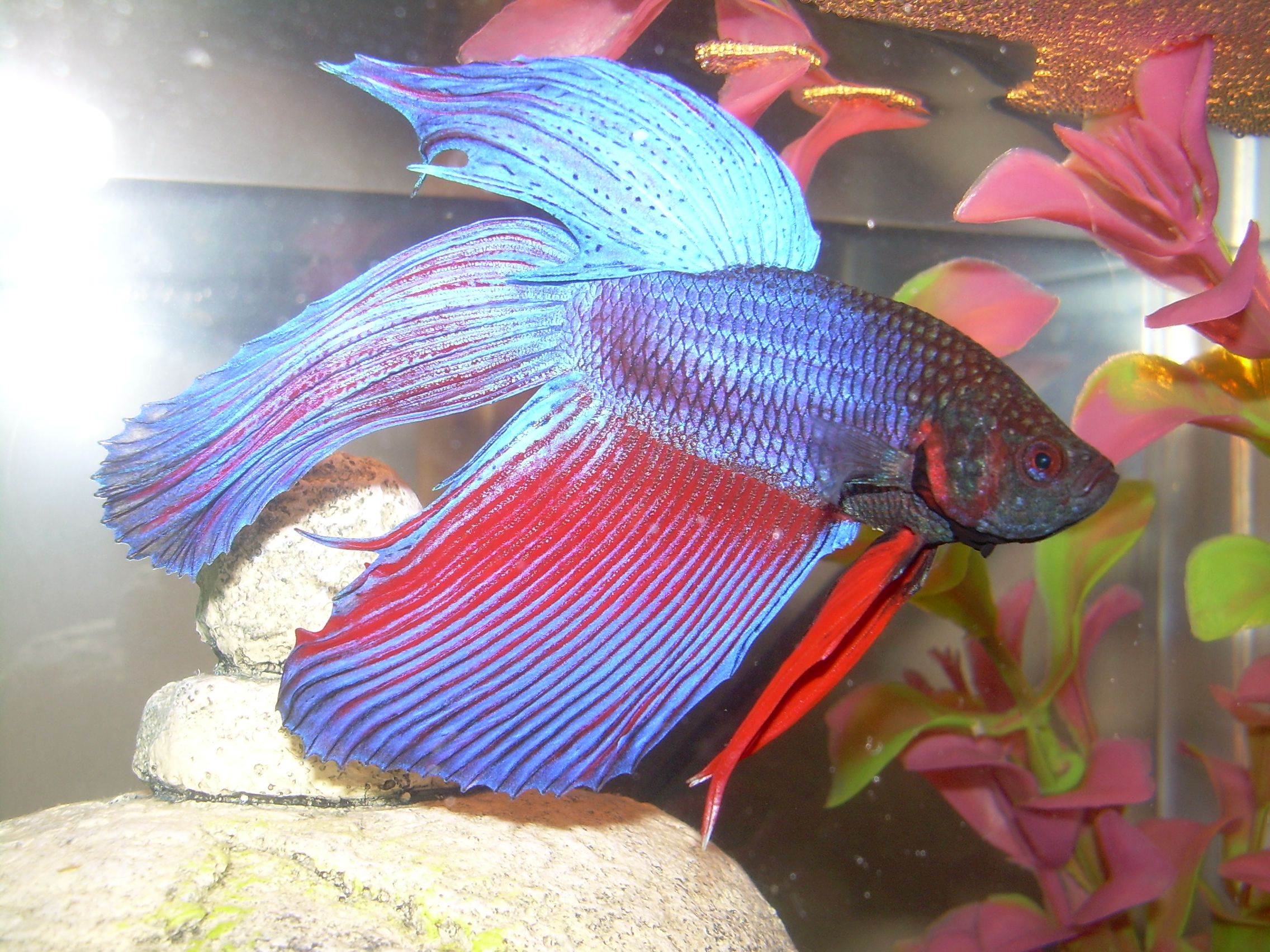
rot/blau Veiltail
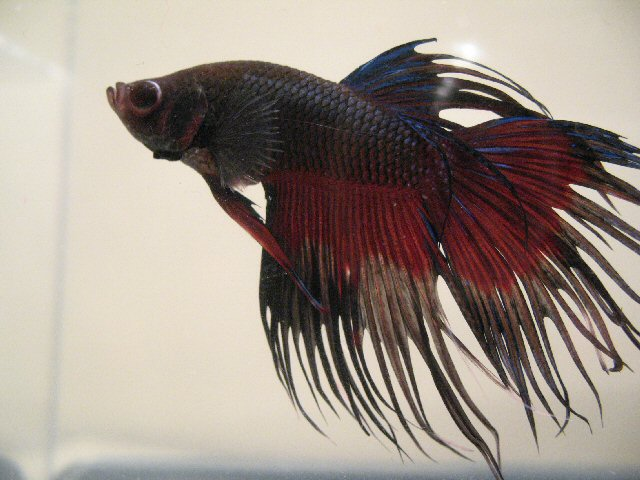
rot/blau Crowntail
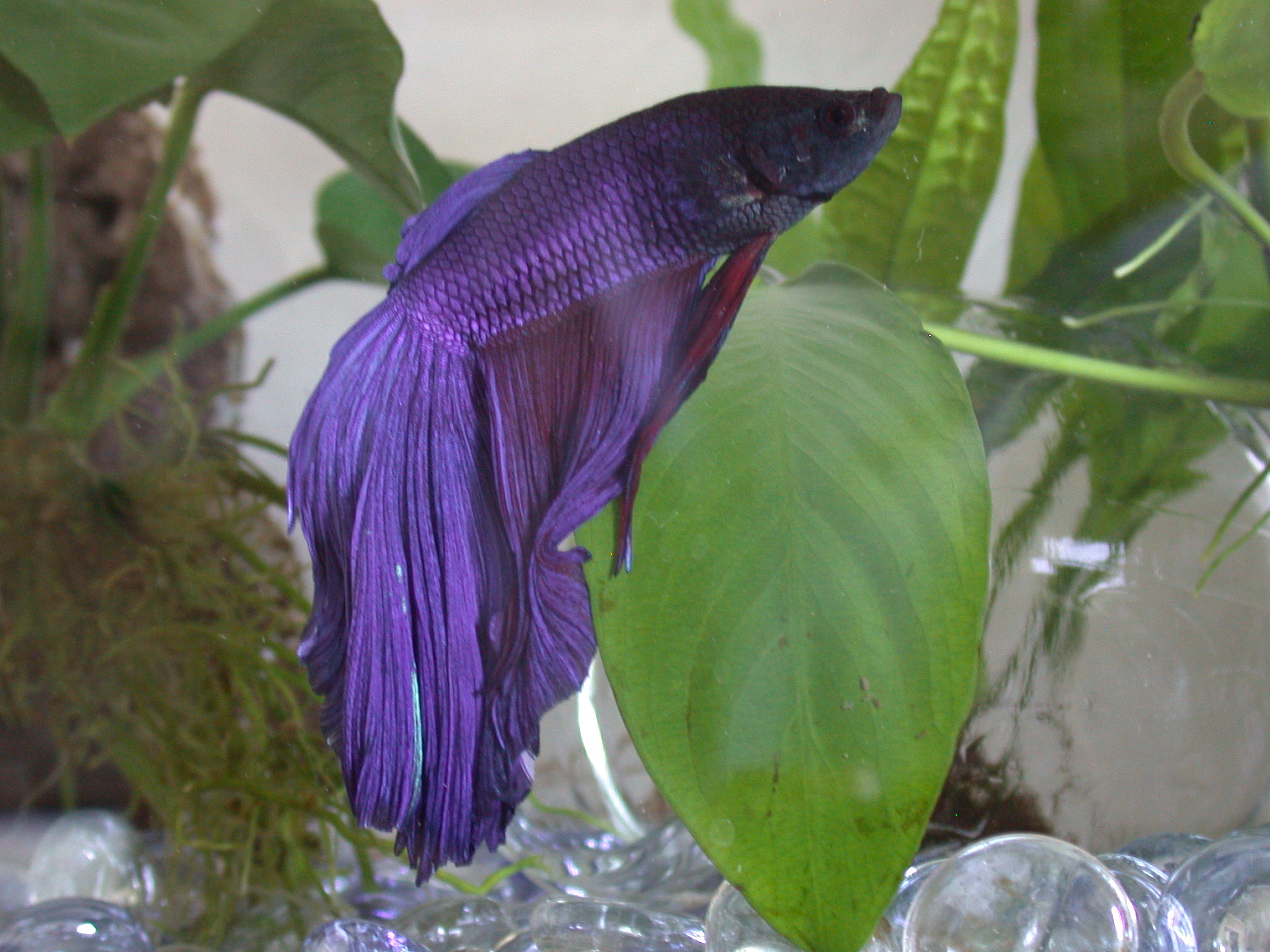
lila/rot
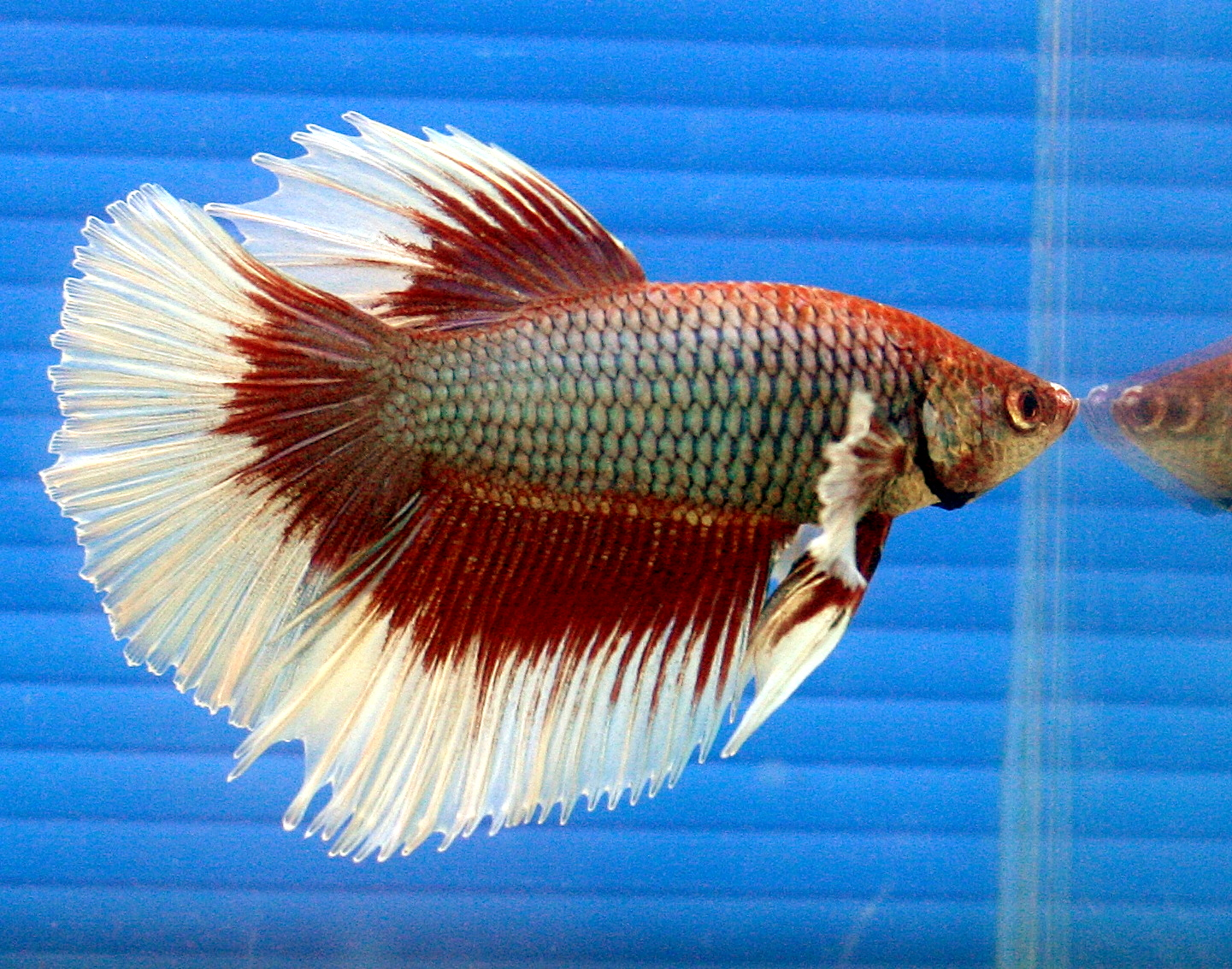
Salamander Halfmoon
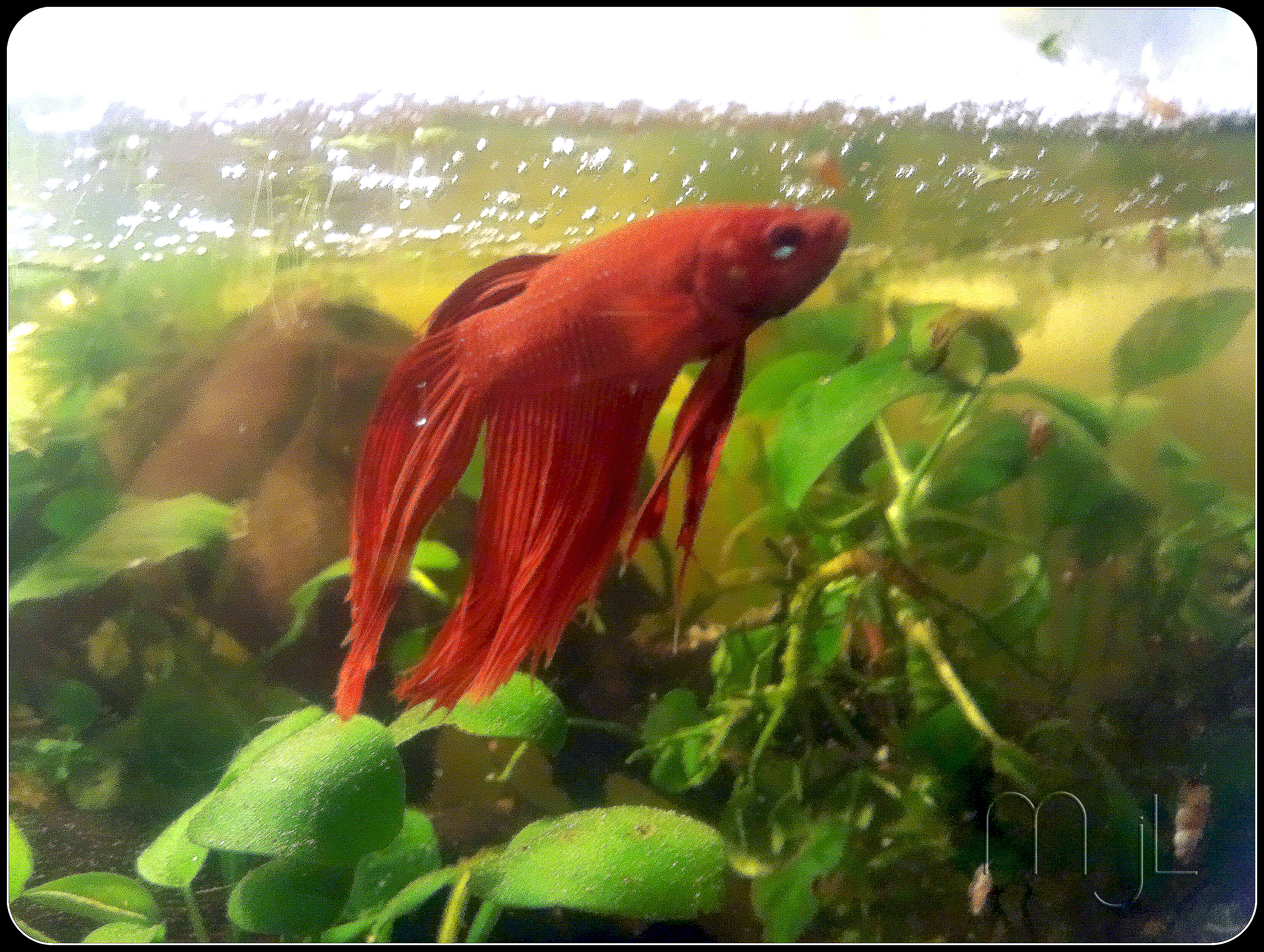
Rubinrot

Siamesischer Kampffisch (weiblich)
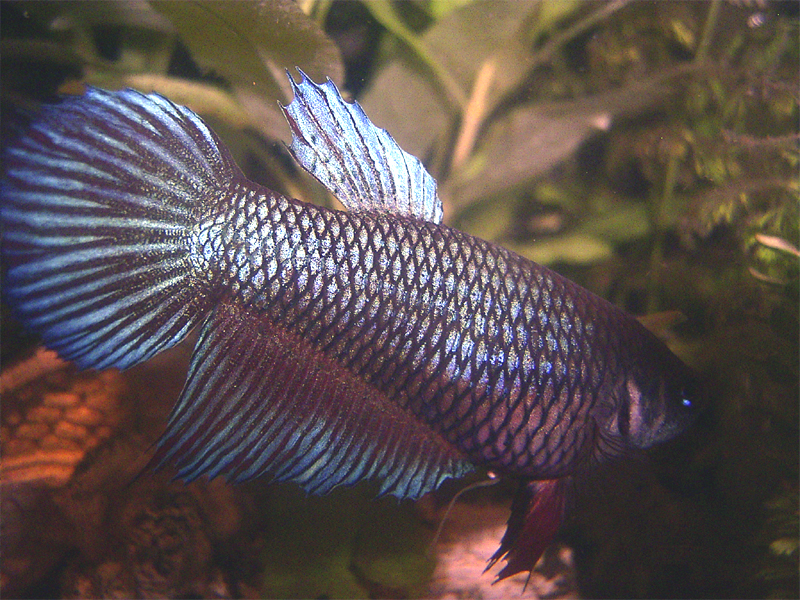
Stahlblau
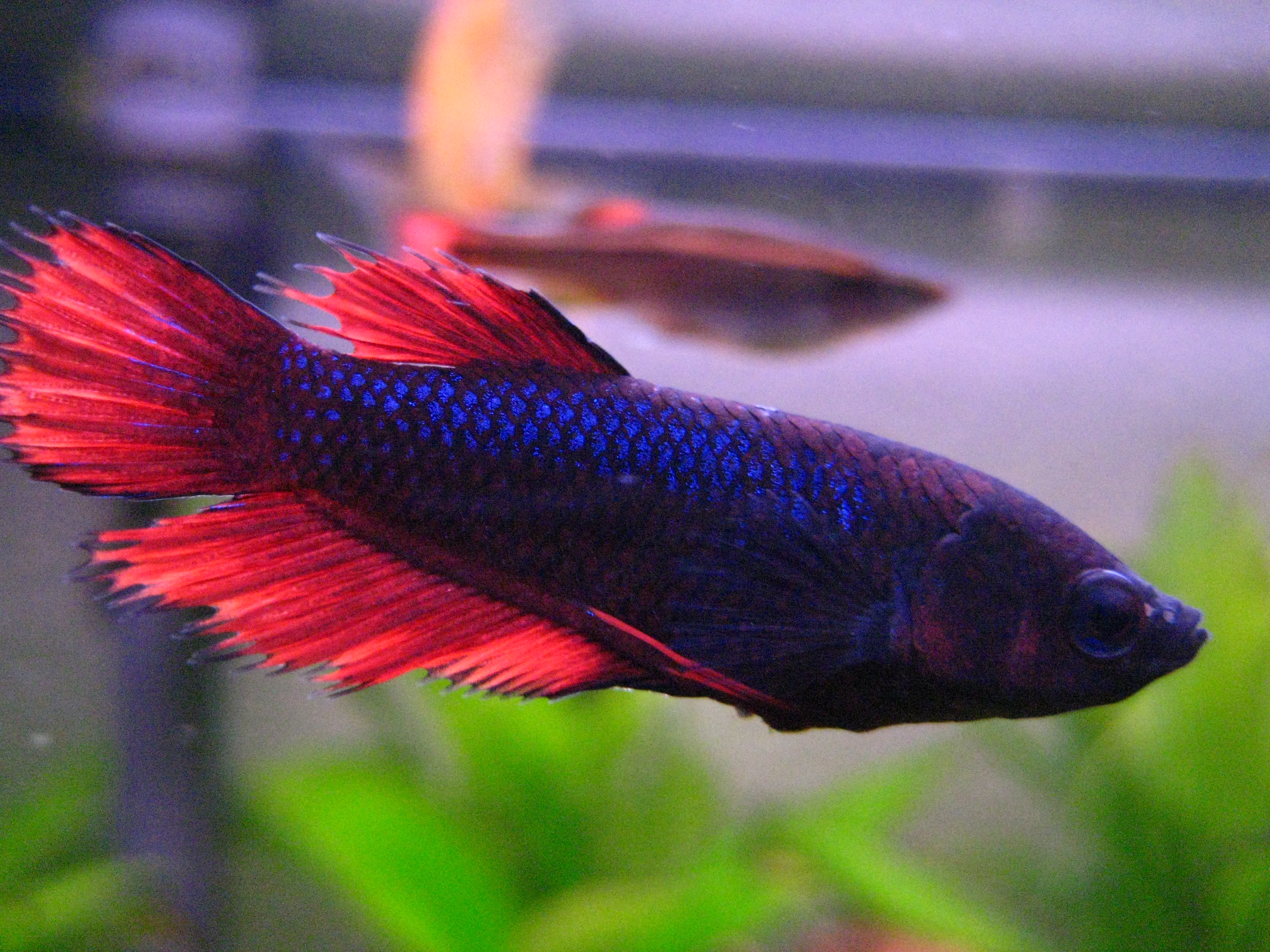
Dunkelrot Crowntail
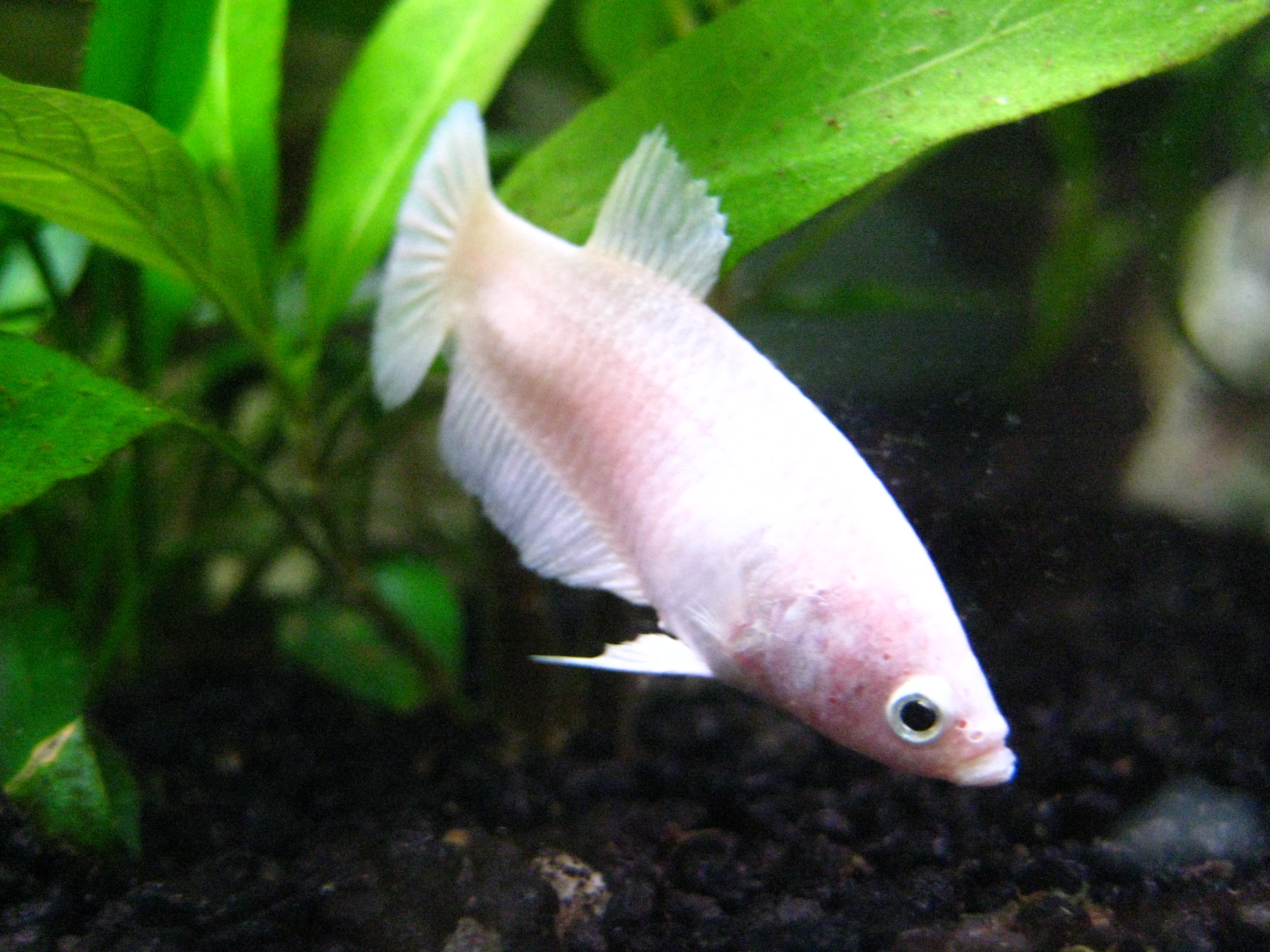
Opaque White
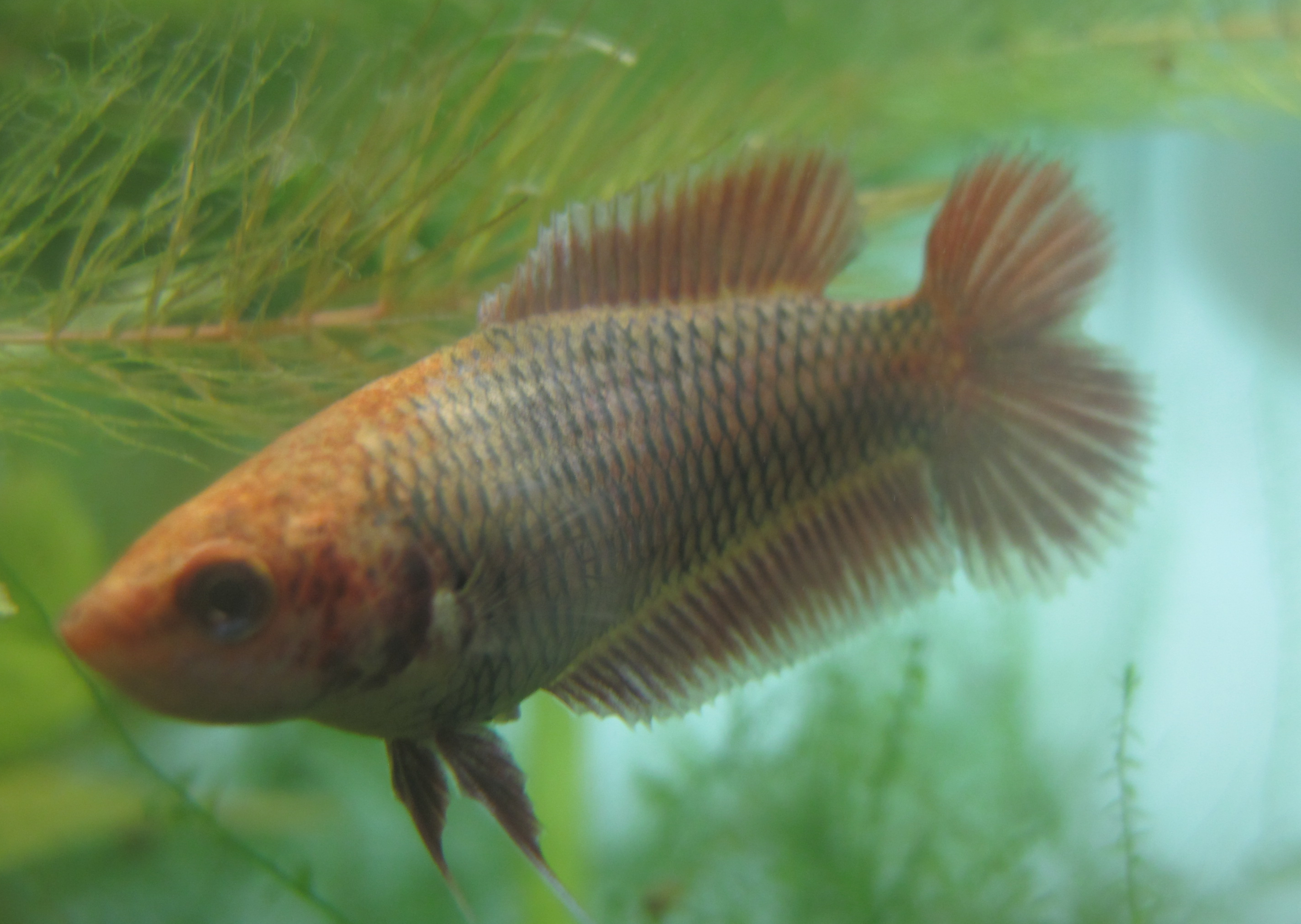
Doubletail Plakat

### Ernährung
In der Heimtierhaltung werden Betta splendens am besten mit Lebendfutter wie Artemia, Mückenlarven oder Daphnien ernährt. Aber auch Frostfutter wird gerne genommen.
Umstritten ist die Ernährung mit Trocken- und Flockenfutter, da dieses oft zu Verdauungsproblemen bei den Tieren führen kann.
Als gelegentlicher Leckerbissen eignen sich auch Fruchtfliegen (Drosophila). Diese können durch das nach oben stehende Maul mühelos von der Wasseroberfläche gefressen werden.